# Stołbce
Stołbce – wieś w Polsce położona w województwie podlaskim, w powiecie siemiatyckim, w gminie Nurzec-Stacja.
W latach 1975–1998 miejscowość administracyjnie należała do województwa białostockiego.
Prawosławni mieszkańcy wsi należą do parafii Świętych Kosmy i Damiana w Telatyczach, a wierni kościoła rzymskokatolickiego parafii Podwyższenia Krzyża Świętego w Tokarach.